# Делавер (Оклахома)
Делавер (енгл. Delaware) град је у америчкој савезној држави Оклахома.

## Демографија
По попису из 2010. године број становника је 417, што је 39 (-8,6%) становника мање него 2000. године.
| Група             | 2000.       | 2010.       |
| Белци             | 334 (73,2%) | 297 (71,2%) |
| Афроамериканци    | 0 (0,0%)    | 4 (1,0%)    |
| Азијати           | 0 (0,0%)    | 0 (0,0%)    |
| Хиспаноамериканци | 3 (0,7%)    | 8 (1,9%)    |
| Укупно            | 456         | 417         |